# 韋恩鎮區 (密蘇里州波林格縣)
韋恩鎮區（英語：Wayne Township）是位於美國密蘇里州波林格縣的一個行政鎮區。

## 地方資料
韋恩鎮區的面積為282.07平方千米，當中陸地面積為281.90平方千米，而水域面積為0.17平方千米。根據2020年美國人口普查的數據，當地共有人口1116人，而人口密度為每平方千米3.96人。